# هیکی نو آما
هیکی نو آما (به ژاپنی: 比企尼 ひきのあま); تولد نامشخص - مرگ نامشخص. یک زن در اواخر دوره هی‌آن اوایل دوره کاماکورا همسر هیکی کامون‌نوجو ja:比企掃部允 که در شهرستان هیکی، سایتاما ولایت موساشی یک دایکان بود، اهل ژاپن بود. او به عنوان دایهٔ دوران کودکی پدر نخستین شوگون میناموتو نو یوریتومو شهرت دارد. فرزند او هیکی تومومونه نام داشت. نوه او هیمه نو مائه همسر دومین شیکن هوجو یوشیتوکی بود.

## زندگی
سال تولد و مرگ نامعلوم) همسر او هیکی کامون‌نوجو. یک قاضی در ناحیه هیکی، ولایت موساشی و از نوادگان فوجیوارا نو هیده‌ساتو بود. معروف به ندیمهٔ میناموتو نو یوریتومو است. نام واقعی و پدر و مادر مشخص نیست. دختران او تانگو نایشی، کاواگوئنی، سومین دختر او (نام واقعی نامعلوم) و فرزندخوانده او برادرزاده اش هیکی یوشیکازو هستند.
زمانی که میناموتو نو یوشیتومو در شورش هیجی در سال ۱۱۵۹ شکست خورد و درگذشت و اولین پسر بزرگ او، میناموتو نو یوریتومو، در سن ۱۴ سالگی به ولایت ایزو تبعید شد. هیکی نو آما، که ندیمه یوریتومو بود، به همراه همسرش از کیوتو به ولایت موساشی رفت و تا پاییز ۱۱۸۰ به مدت ۲۰ سال برای یوریتومو پول فرستاد. (ماده ۱۷، ۱۷ اکتبر ۱۹۸۷، آزوما کاگامی.
- دختر بزرگش تانگو نونایشی [丹後内侍] گفته می‌شود که مخفیانه با کوگن کورمونه ارتباط برقرار کرد و شیمازو تاداهیسا را به دنیا آورد و سپس به منطقه کانتو نقل مکان کرد و دوباره با آداچی موریناگا ازدواج کرد و سپس دستیار نزدیک یوریتومو شد. دختر آنان با برادر ناتنی یوریتومو، میناموتو نو نوری‌یوری ازدواج کرد.
- دختر دوم (کاواگوئه نو آما ja:河越尼 همسر کاواگوئه شیگه‌یوری، ja:河越重頼، خانواده ای قدرتمند از ولایت موساشی بود. دختر آنان با نام ساتو گوزن با برادر ناتنی یوریتومو نخستین شوگون، میناموتو نو یوشی‌تسونه ازدواج کرد.
- دختر سوم هیکی نوآمانوسانجو ja:比企尼の三女 با ایتو سوکه‌کیو، یک خانواده قدرتمند حاکم در ولایت ایزو ازدواج کرد و پس از مرگ او در جنگ گنپی، همسر هیراگا یوشینوبو، رهبر خاندان گنجی در ولایت کای شد.

گفته می‌شود که هیکی نو آما به ارسال برنج به یوریتومو از ناحیه هیکی ادامه داد و به سه دامادش (آداچی موریناگا، کاواگوئه شیگه‌یوری و هیراگا یوشینوبو) دستور داد تا به یوریتومو خدمت کنند.